# 484
Cette page concerne l'année 484  du calendrier julien. Pour l'année 484 av. J.-C., voir 484 av. J.-C. Pour le nombre 484, voir 484 (nombre).
L'année 484 est une année bissextile qui commence un dimanche.

## Événements
- 7 février : Théodoric, roi des Amales (Ostrogoths) est promu consul de l'empire d'orient[1].
- 25 février : édit d'Hunéric contre les catholiques en Afrique[2].

- Mars : le général Léontius, patrice et gouverneur de la Syrie, fait sortir de prison Vérine, veuve de Léon Ier, retenue depuis quatre ans à Papyrium près de Tarse par ordre de Zénon puis se fait aussitôt proclamer empereur d'Orient à Tarse, avec la complicité d'Illus[3].

- 1er avril : Pâques.

- 20 mai, Pentecôte : révolte samaritaine à Césarée et à Nablus en Palestine. Répression par Zénon, qui ordonne la construction de l'église du mont Garizim, consacrée à la Vierge, à l'emplacement de leur temple[4].

- 27 juin : Léontius entre à Antioche, nomme Lilien préfet du prétoire et court se mettre à la tête de ses troupes. Il est obligé de s'enfermer dans Papyrium en Cilicie, où après un long siège il est trahi et livré en septembre 488 à Zénon, qui le fait décapiter à Séleucie d'Isaurie[3].

- 23 juillet : les Huns hephthalites défont les Perses commandés par le roi Péroz (Firuz) qui est tué. Début du règne de Valash, roi sassanide de Perse (fin en 488)[5]. Les Perses doivent payer un tribut aux Huns[6].
- 28 juillet : lettre du pape Félix III au patriarche de Constantinople Acace. Félix III refuse l’édit impérial Henotikon qu’il considère comme hérétique et accuse Acacius (Acace) d’en être le véritable auteur. Un schisme sépare les Églises de Rome et de Constantinople[7].

- 23 décembre : début du règne de Gunthamund, roi des Vandales (fin en 496)[8].
- 28 décembre : début du règne d'Alaric II, roi des Wisigoths à la mort d'Euric à Arles (fin en 507)[9].

- Jayavarman, roi du Fou-nan, envoie une ambassade chez les Qi en Chine pour solliciter leur aide pour vaincre son voisin le royaume du Lin Yi (au centre de l'actuel Viêt Nam). Il semble que sa demande n'ait pas été prise en compte[10].
- Le concile de Beth Lapat déclare que l’on doit s’en tenir pour l’interprétation des Écritures à la doctrine dyophysite de Théodore de Mopsueste défendue par Nestorius (Nestorianisme)[11].

## Naissances en 484
- Hoël Ier, roi légendaire d'Armorique

## Décès en 484
- Juillet[3] : Vérine (Aelia Verina) : Impératrice d’Orient, veuve de Léon Ier puis belle-mère de Zénon. Elle meurt lors de la révolte d’Illus, qu’elle soutient, contre son gendre.
- 23 décembre : Hunéric, roi des Vandales et des Alains d'Afrique (né av. 430)[12].
- 28 décembre : Euric, roi des Wisigoths

- Salvien, historien, à Marseille (né à Trèves v. 390)[13].